# 屈垣
屈垣（389年—443年），表字長生，昌黎郡徒河县（今辽宁锦州）人，北魏官员。

## 生平
屈垣是屈遵之孙，屈須的長子。屈垣少掌家业，擅长计算。魏道武帝初年，担任給事諸曹。魏明元帝时为将作监。魏太武帝即位，转任尚書右僕射，加侍中。神䴥三年（430年）随太武帝伐夏，因为平涼攻下之功，封爵济北公，加平南将軍。後转任中領軍。拓跋晃为皇太子，屈垣兼太子少傅。後北魏討北燕，屈垣進鎮東大将軍。北魏軍到达和龍，馮弘进献牛酒。屈垣在东宫办事公正，内外皆称其公平。屈垣責北燕不送人質，于是掠夺男女六千人归還。太武帝以屈垣公正而信任他，親征时命他留守。与襄城公盧魯元一起被賜宅邸，太武帝多次去屈垣家。443年，落馬而亡。享年五十五岁。当时太武帝正在巡幸陰山，拓跋晃派遣使者報告訃闻，太武帝非常悼念他，对使者说「汝等殺朕良臣，何用乘馬」，于是使者步行而归。追贈征西大将軍。谥号成公。

## 子
- 屈观（早逝，太武帝赐其子男爵）
- 屈道赐（信都侯，尚書右僕射、侍中）